# Die Orangenbäume
Die Orangenbäume (französisch: Les orangers, englisch: The Orange Trees) ist ein Gemälde des französischen Malers Gustave Caillebotte aus dem Jahre 1878. Die Abmessungen des Gemäldes sind 157 × 117 cm. Das Gemälde gehört zur Sammlung des Museum of Fine Arts, Houston.

## Bildbeschreibung
Das Gemälde zeigt eine Szene im Garten des Landsitzes der Familie Caillebotte in Yerres. Im Vordergrund ist ein Mann zu sehen – Martial Caillebotte, der Bruder des Künstlers. Er sitzt auf einem Stuhl im Schatten der Orangenbäume, sein Rücken zum Betrachter gekehrt. Ein bisschen entfernt, hinter einem kleinen Tisch mit Stühlen, in der Nähe von einem Orangenbaum, steht ein Mädchen – Zoé, die Kusine von Gustave und Martial. Auf dem Gemälde kann man nur den unteren Teil vom Laub der Orangenbäume sehen. Im Hintergrund sieht man den beleuchteten Fußweg, der rund um ein Beet mit hellroten Blumen führt. Der Kunsthistoriker Kirk Varnedoe wies darauf hin, dass sich Größe und Stil dieses Gemäldes eher an Bildern von Monet und Renoir aus den 1860er Jahren zu orientieren scheinen als an anderen Werken aus den späten 1870er Jahren.

## Hintergrund zur Entstehung

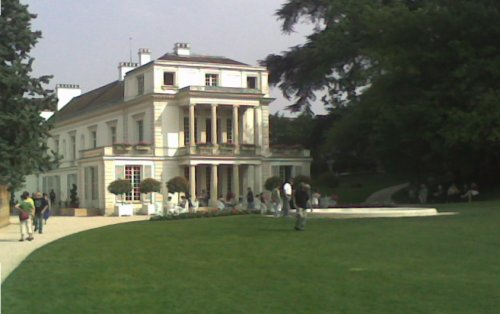
Cailebottes Gutshof und Garten in Yerres

Der Vater des Malers erwarb das im Großraum von Paris gelegene Anwesen von Yerres im Jahr 1860. Das Haus und der umgebende Park blieben bis zum Tode der Mutter des Malers 1878 in Besitz der Familie. Im selben Jahr entstand das Gemälde Die Orangenbäume. Der ehemalige Landsitz der Familie Caillebotte (französisch: La Propriété Caillebotte) ist inzwischen im Besitz der Stadt Yerres und der Öffentlichkeit zugänglich.

## Provenienz
Das Gemälde blieb bis zum Tod des Malers 1894 in dessen Besitz und ging anschließend durch Erbschaft an die Familie seines Bruders Martial. Diese verkauften das Bild über die Pariser Kunsthandlung Lorenceau an einen namentlich nicht bekannten Sammler in Zürich. Über die Zürcher Galerie Feilchenfeldt gelangte das Gemälde in die Sammlung von John A. und Audrey Jones Beck aus Houston. Nachdem sie das Bild Die Orangenbäume bereits einige Jahre dem örtlichen Museum of Fine Arts als Leihgabe überlassen hatten, kam es 1999
zusammen mit weiteren Werken der Sammlung Beck (John A. and Audrey Jones Beck Collection) als Stiftung an diese Institution.